# Gerold IV van Armagnac
Gerold IV van Armagnac (circa 1170 - 1215) was van 1193 tot aan zijn dood graaf van Armagnac en Fézensac. Hij behoorde tot het huis Armagnac.

## Levensloop
Gerold IV was de zoon van graaf Bernard IV van Armagnac en diens echtgenote Stephania. 
In 1193 volgde hij zijn vader op als graaf van Armagnac en Fézensac. In 1204 was hij getuige van het vredesverdrag tussen zijn neef Vézian II, burggraaf van Lomagne, en graaf Raymond VI van Toulouse.
Gerold IV was vermoedelijk gehuwd met Mascarosa de la Barthe. Ze zouden een dochter Agnes gekregen hebben, die gehuwd was met Guitard van Albret (overleden in 1338). Dit is echter chronologisch onmogelijk, waardoor verondersteld wordt dat Agnes een dochter was van graaf Gerold VI van Armagnac. Wat wel zeker is, is dat Gerold IV in 1215 zonder mannelijke nakomelingen stierf. Hij werd hierdoor opgevolgd door zijn neef Gerold V van Lomagne.